# Reganochromis
Reganochromis is een monotypisch geslacht van straalvinnige vissen uit de familie van de cichliden (Cichlidae).

## Soort
- Reganochromis calliurus (Boulenger, 1901)